# Springburn
Springburn (em gaélico escocês: Allt an Fhuairainn) é um distrito de cidade interior no norte da cidade escocesa de Glasgow, composto predominantemente por residências de classe trabalhadora.
Springburn evoluiu de uma pequena vila rural no início do século XIX. Sua expansão industrial teve início com a criação de uma fábrica de produtos químicos por Charles Tennant [en] no recém-inaugurado canal Monkland [en], em St. Rollox, nas proximidades, em 1799, que posteriormente integrou a United Alkali Company [en].
Mais tarde, no século XIX, a construção de linhas ferroviárias na região resultou na instalação de oficinas ferroviárias, e a vila tornou-se uma paróquia independente. A ferrovia Garnkirk e Glasgow [en] foi inaugurada em 1831 para abastecer a fábrica de produtos químicos de St Rollox [en], enquanto a ferrovia Edimburgo e Glasgow [en] foi aberta em 1842. Posteriormente, a linha City Union [en] foi estendida até Springburn em 1871, e a linha Hamiltonhill Branch [en] foi inaugurada em 1894.
Inicialmente fora dos limites de Glasgow, a área central foi eventualmente incorporada pela cidade em 1872, com outras partes em 1891. No início do século XXI, Springburn passou a fazer parte do distrito de Springburn/Robroyston [en] sob a administração do Conselho Municipal de Glasgow [en].

## Desenvolvimento industrial

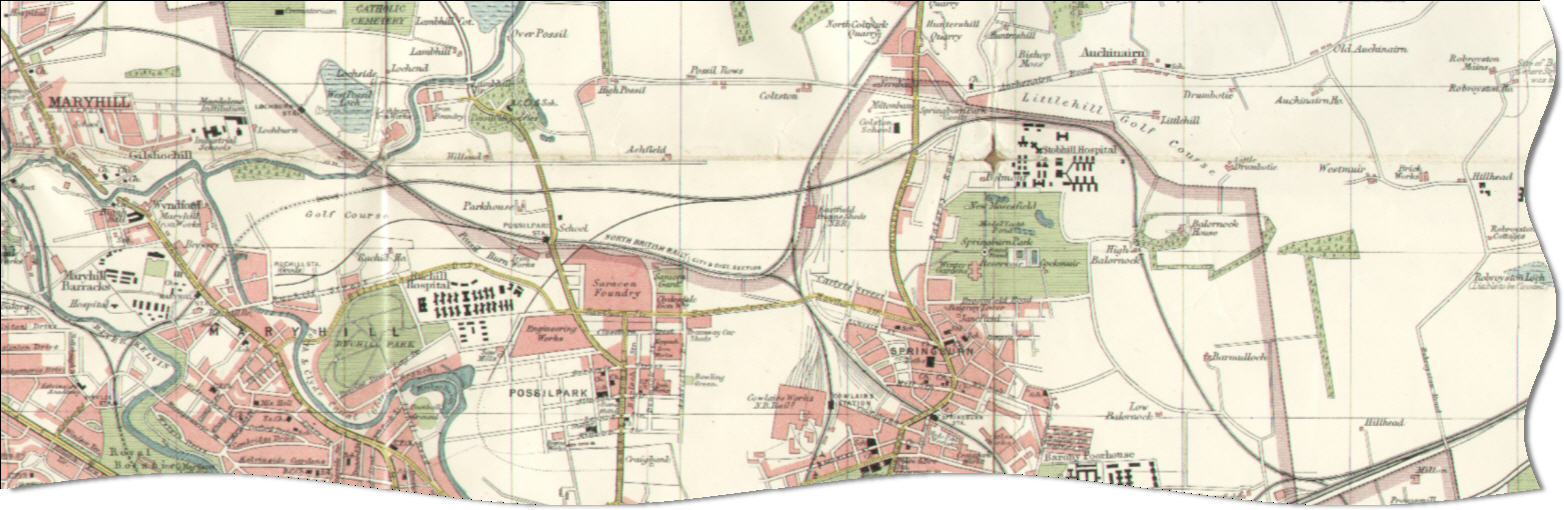
Mapa do norte de Glasgow, incluindo Springburn, publicado em 1923

O desenvolvimento econômico da região está historicamente ligado à indústria pesada, especialmente às ferrovias, com a fabricação de locomotivas. No passado, a indústria de locomotivas de Springburn detinha 25% do mercado global.

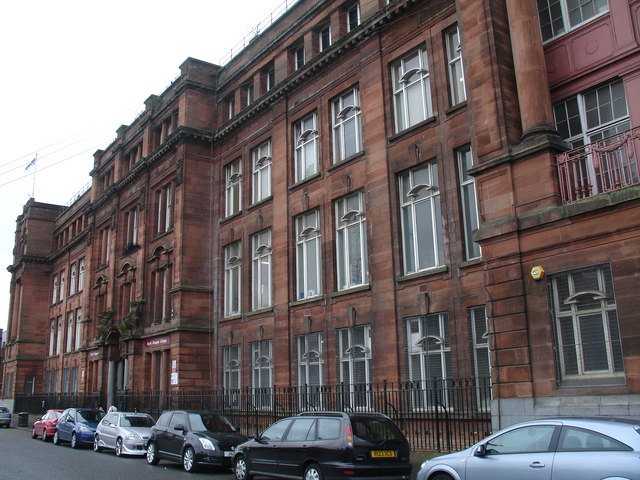
Sede antiga da Companhia de Locomotivas do Norte Britânico, projetada por en e concluída em 1909. A partir de 1961, o prédio abrigou o en e, em 2009, foi convertido em um complexo de escritórios.

 Quatro principais locais de fabricação ferroviária estabeleceram-se em Springburn: as Cowlairs railway works [en] da North British Railway [en] (NBR) em 1841, as Glasgow Works [en] da ferrovia Caledoniana em 1856, as Obras Hyde Park da Neilson & Company [en] em 1861 e as Obras Atlas da Sharp, Stewart & Company [en] em 1888. As duas últimas eventualmente se fundiram para formar parte da Companhia de Locomotivas do Norte Britânico (NBL) em 1903. Também localizada em Springburn está a depósito de Manutenção de Eastfield [en], originalmente construído pela NBR próximo às Cowlairs Works em 1904.
As Obras de St. Rollox tornaram-se as maiores e são as únicas ainda em operação, após o colapso da NBL em 1962 e o fechamento de Cowlairs em 1968. Em 2007, a Railcare Limited, que também possuía as Wolverton works [en] em Milton Keynes, assumiu as operações em St. Rollox da Alstom, que havia adquirido as obras da British Rail Engineering Limited [en] após a privatização ferroviária [en]. As obras foram fechadas em 2019. O antigo Depósito de Manutenção de Eastfield é agora operado como um depósito de manutenção pela ScotRail [en], e parte do antigo pátio de carruagens de Cowlairs é atualmente um depósito de sinalização e manutenção operado pela Network Rail [en].
Outra grande empresa industrial que operava em Springburn foi a Promat UK, que fabricava materiais de proteção passiva contra incêndio [en] nas Germiston Works [en], na Petershill Road. O local está agora fechado.

## Desenvolvimento social

### Parque de Springburn
O ponto mais alto do distrito e da cidade de Glasgow é o parque de Springburn [en], em Balgrayhill, a 110 metros acima do nível do mar. O parque abriga os Jardins de Inverno de Springburn [en], que estão abandonados desde 1983. O Hospital Stobhill [en] foi construído ao lado do parque em 1904.

### Asilo de Barnhill
O Asilo de Barnhill, em Springburn, foi inaugurado em 1850. Pobres que não conseguiam se sustentar eram enviados para lá pela paróquia e obrigados a realizar trabalhos como empacotar lenha, separar fibras de corda (picking oakum) e quebrar pedras. Em 1905, o Asilo de Glasgow, em Townhead [en], foi fechado, e seus internos foram transferidos para Barnhill, tornando-o o maior asilo da Escócia. Em 1945, foi renomeado como Lar e Hospital Foresthall, sendo posteriormente usado como hospital geriátrico e residência. Foi demolido no final dos anos 1980, e um empreendimento habitacional privado agora ocupa o local.

### Esporte
O time de futebol local Cowlairs F.C. [en] foi um dos fundadores da Liga Escocesa de Futebol [en] em 1890, mas faliu em 1896. Outro time local, Northern F.C. [en], também participou da liga por uma única temporada nos anos 1890. Petershill F.C. [en], fundado em 1897, continua ativo, jogando no novo Petershill Park [en], um estádio moderno com capacidade para 2.000 pessoas, incluindo uma arquibancada com 562 assentos.

## Regeneração

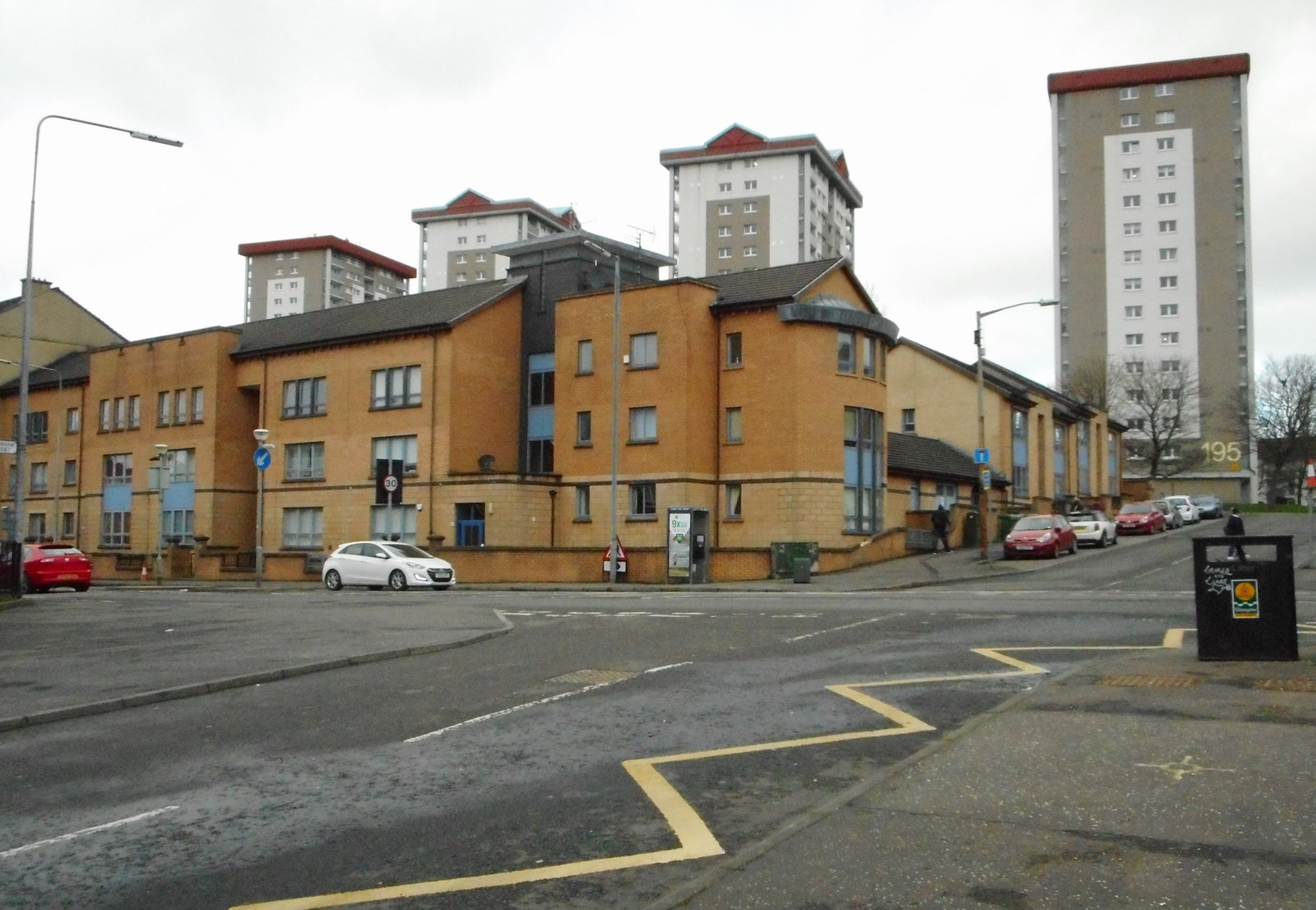
Acomodações habitacionais modernas e torres residenciais no estilo dos anos 1960 em Springburn

Springburn continuou a se expandir durante o século XX, com projetos habitacionais como Balornock [en] desenvolvidos no período entre guerras, enquanto os de Balgrayhill, Barmulloch [en] (que também incluiu um empreendimento de torre em Birnie Court, parte dos Flats Red Road Flats [en]) e Sighthill [en] foram construídos após a Segunda Guerra Mundial.
O centro urbano antigo de Springburn foi reestruturado entre o início dos anos 1970 e o início dos anos 1980. Selecionado como uma das "Áreas de Desenvolvimento Abrangente" de Glasgow, Springburn viu a demolição de 85% de seus edifícios e a construção de uma série de conjuntos habitacionais que transformaram completamente a área. Uma grande via de dupla faixa, a A803 [en] Springburn Expressway (originalmente planejada como o elo norte do anel rodoviário interno de Glasgow [en], que foi abortado), foi concluída em 1988.
A visão de regeneração permaneceu incompleta, e, em meados dos anos 1980, Springburn tornou-se uma das áreas mais notórias de Glasgow, agravada pela deterioração habitacional e pela falta de grandes empregadores para substituir o declínio da indústria ferroviária, apesar da criação do Faculdade North Glasgow [en] (atual Faculdade Kelvin de Glasgow [en]) na antiga sede da Companhia de Locomotivas do Norte Britânico em 1965. Desde então, esforços adicionais de regeneração foram realizados.

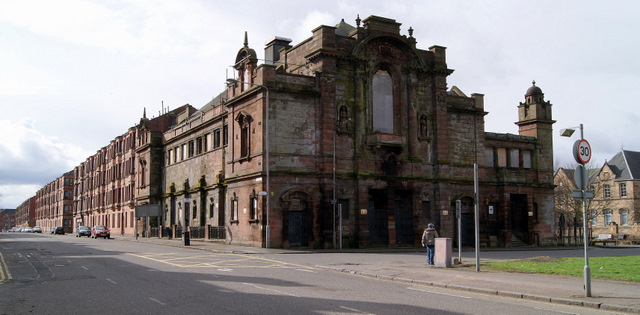
Salões Públicos de Springburn, como apareciam em 2010, antes da demolição

 Mais recentemente, a área de Keppochhill Road, que conecta Springburn a Possilpark [en], foi regenerada pelo trabalho da Associação de Habitação do Oeste da Escócia Ltd. Muitos dos apartamentos de arenito vitoriano nas ruas Gourlay, Carlisle e Keppochhill foram renovados, e o trabalho continua para manter e melhorar as habitações na região.
Desenvolvimentos recentes incluíram a demolição ou reforma de torres residenciais da Associação de Habitação de Glasgow [en] e a construção de novas casas térreas modernas. A Associação de Habitação do Oeste da Escócia agora possui uma sede em 252 Keppochhill Road, embora os interesses da organização se estendam a Ayrshire e Lanarkshire. A característica arquitetônica mais notável que sobreviveu na área, os antigos Salões Públicos de Springburn [en], foi inaugurada em 1902 e projetada por William B. Whitie, que também projetou a Biblioteca Carnegie [en] pública de Springburn, que mais tarde abrigou o Museu de Springburn [en] até seu fechamento em 2003. Após fechar em meados dos anos 1980, os Salões Públicos de Springburn foram deixados em estado de abandono e demolidos em dezembro de 2012. O prédio da Biblioteca de Springburn agora funciona como o Centro de Conferências da Agência de Regeneração do Norte de Glasgow após uma reforma de £2 milhões.

## Problemas sociais
Muitos problemas sociais associados à pobreza, como criminalidade, alcoolismo e dependência de drogas, afetam a área há décadas. No Censo do Reino Unido de 2001, quase metade dos residentes de Springburn relatou não possuir qualificações formais, a quarta maior taxa no Reino Unido, e quase dois terços disseram não possuir carro, ficando atrás apenas de Shettleston [en], também em Glasgow. No mesmo ano, foi relatado que 40% dos residentes de Springburn viviam na pobreza, a taxa de desemprego na área era 140% superior à média escocesa, as mortes por câncer de pulmão eram duas vezes maiores que a média escocesa, e a proporção de crianças que saíam da escola sem Notas Padrão [en] era quatro vezes maior. A renda média familiar era de £13.310, e o desemprego masculino atingiu 13% – o nível mais alto da Escócia.
Um estudo da CACI em 2010 identificou Springburn como o bairro mais temido da Escócia em relação a crimes violentos em uma tabela nacional, com 42% dos residentes vivendo com medo de violência.
Em 2012, a análise do "Índice Escocês de Privação Múltipla" pelo governo escocês identificou Keppochhill, em Springburn, como a terceira área mais desfavorecida da Escócia, atrás de Ferguslie Park [en] e do vizinho Possilpark [n]. Segundo um relatório de 2013, 51% das crianças em Springburn viviam na pobreza, a maior taxa de pobreza infantil [en] na Escócia.

## Transporte

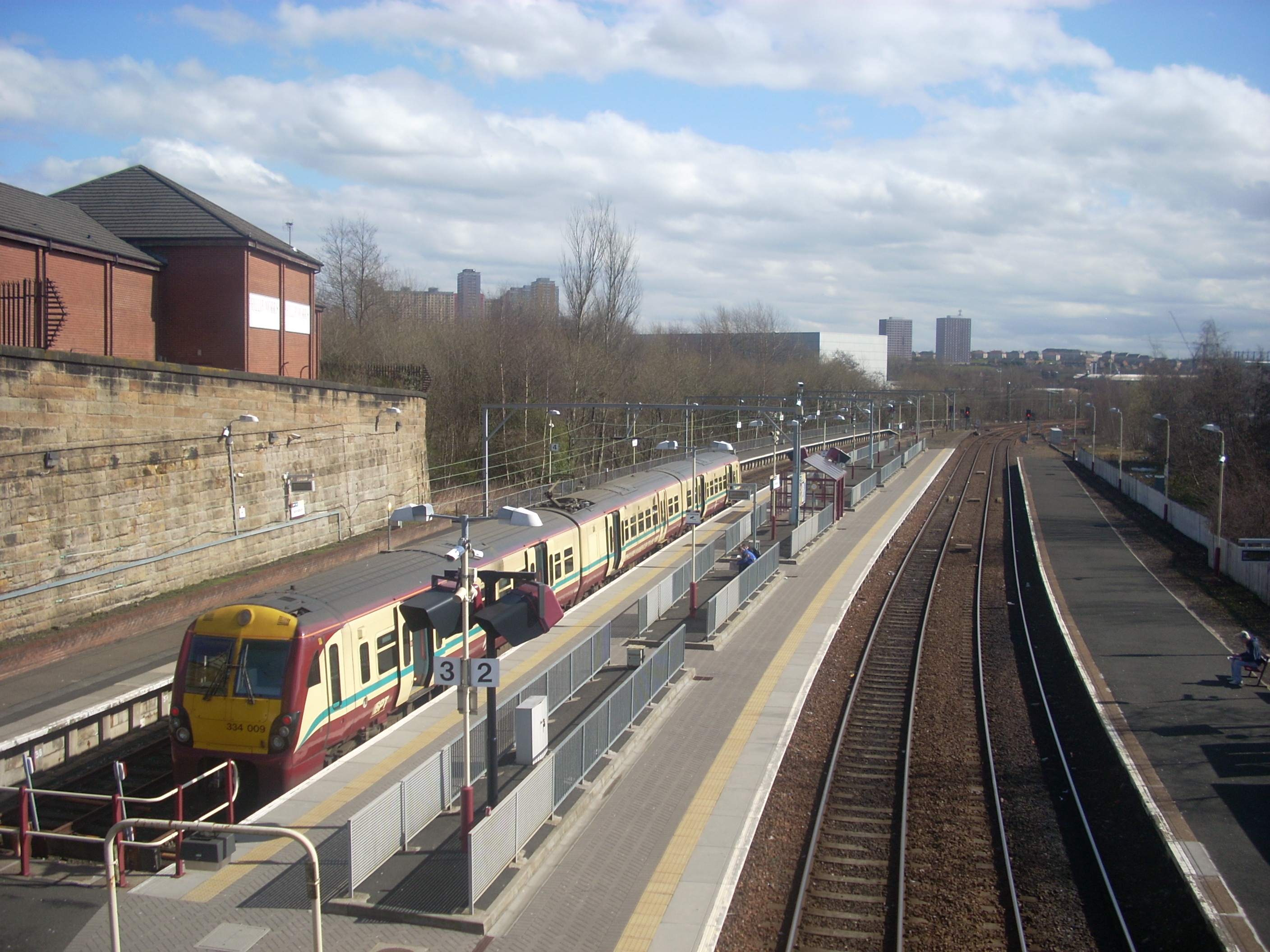
A en é a principal estação ferroviária da área

Springburn é atendida pela estação ferroviária de Springburn [en] e pela estação ferroviária de Barnhill [en], em Petershill, nas proximidades, que oferecem serviços regulares de passageiros nas linhas North Clyde [en] e Cumbernauld [en] da rede ferroviária suburbana de Glasgow. A área também é servida por várias rotas de ônibus, incluindo os serviços 88 e 90 da First Bus e a M3 [en].

## Residentes notáveis
Entre as pessoas de Springburn estão o jogador de futebol internacional escocês James McFadden [en], o cantor (tenor) Sydney MacEwan [en], o comediante, autor e apresentador de talk show Craig Ferguson, os radialistas e escritores Tom Weir [en] MBE e sua irmã Molly [en], e os políticos Paul Sweeney [en], John McAllion [en] e Frank McAveety [en]. O ex-deputado de Springburn, Michael Martin, foi o Presidente da Câmara dos Comuns de 2000 a 2009.
Outros residentes notáveis incluem:
- Duncan Campbell [en], músico
- Peter Capaldi, ator[15]
- Stevie Chalmers, jogador de futebol[16]
- Marion Chesney [en], autora
- Robert Florence [en], apresentador[17]
- Bobby Gillespie, músico[18][19]
- Campbell Christie [en], sindicalista[20]
- Karl Denver [en], cantor
- Agnes Dollan [en], sufragista e ativista política[21]
- Robert Downie [en], recipiente da Cruz Vitória da Primeira Guerra Mundial
- Valerie Edmond [en], atriz[22]
- Agnes Hardie [en], política[23]
- Armando Iannucci, escritor[24]
- Mo Johnston, jogador de futebol
- Anne Lacey [en], atriz
- Markee Ledge [en] – Kosheen, músico/compositor/DJ
- Sydney MacEwan [en], cantor
- Jimmie Macgregor [en], cantor folclórico[25]
- Frank McAveety [en], político
- James McFadden [en], jogador de futebol[26]
- Gavin Mitchell [en], ator[27]
- Billy Reid [en], jogador de futebol
- Allan Ross [en], jogador de futebol